# Menceyato de Güímar

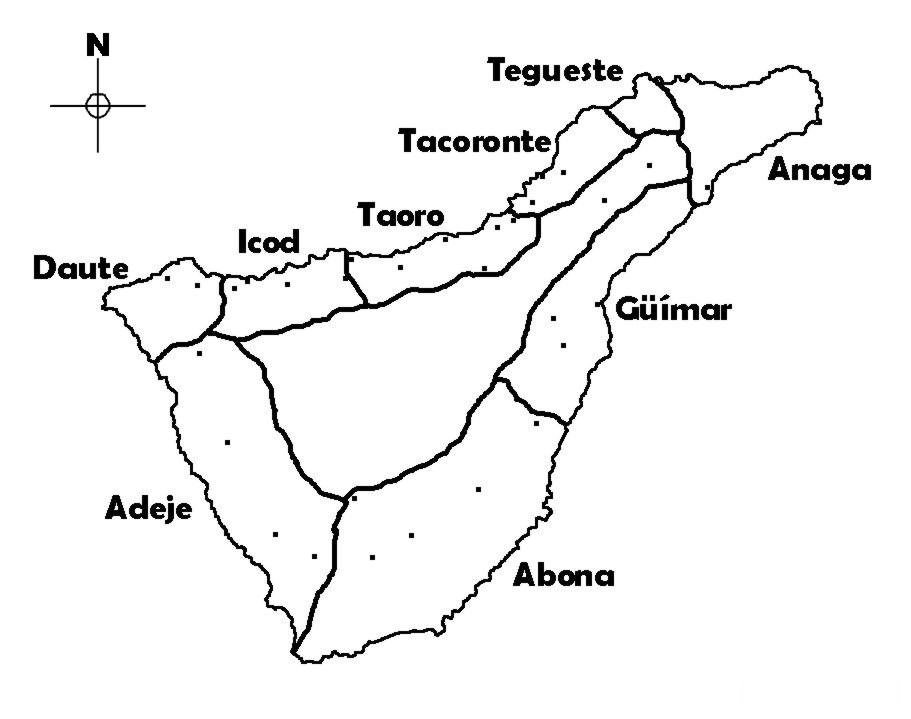
Menceyatos de Tenerife

Menceyato de Güímar foi um dos nove reinos dos Guanches da a ilha de Tenerife nas Ilhas Canárias no momento da conquista da Coroa de Castela no século XV.
Estava localizado ao sudeste da ilha. Ocupou os municípios de Güímar, uma parte de Santa Cruz de Tenerife e San Cristóbal de La Laguna, El Rosario, Candelaria, Fasnia e uma parte de Arico.
Por volta de 1450 foi fundado um eremitério formado por três frades liderados por Alfonso de Bolaños, considerado o «Apóstolo de Tenerife», na área da moderna cidade de Candelária. Esses religiosos viviam entre os guanches, falando sua língua e batizando muitos deles. Esta missão duraria até perto do começo da conquista. Neste reino aborígine ocorreu a aparição da Virgem da Candelária.
Seus conhecidos menceyes (rei guanches) eram Sortibán, Acaymo, Dadarmo e Añaterve.